# لا نوسيا
بلدية لا نوسيا (بالإسبانية: La Nucía)‏, هي بلدية تقع في مقاطعة اليكانتي. جنوب شرق إسبانيا. يبلغ عدد سكانها 14.006 نسمة.